# Луцій Валерій Потіт (консул 393 року до н. е.)
Лу́цій Вале́рій По́тіт (лат. Lucius Valerius Potitus; наприкінці V — початок IV ст. до н. е.) — військовий та політичний діяч ранньої Римської республіки, консул 393 року до н. е., начебто п'ятиразовий військовий трибун з консульською владою (консулярний трибун) 414, 406, 403, 401 і 398 років до н. е., інтеррекс 396, 391 і 387 років до н. е.

## Життєпис
Походив з патриціанського роду Валеріїв. Син Луція Валерія Потіта. Про його молоді роки відомо замало. 
Деякі джерела вважають, що у 414, 406, 403, 401, 398 роках до н. е. його було обрано військовим трибуном з консульською владою. Але ймовірно його ототожнюють з іншим Луцієм Валерієм Потітом.
У 396 році до н. е. став інтеррексом внаслідок небезпечної зовнішньої ситуації — римляни зазнали тяжкої поразки від фалісків та капенців. Сенат вирішив призначити на цю посаду Луція Валерія Потіта, щоб той обрав нових консулів. Втім Луцій Валерій Потіт вирішив призначити диктатора, яким став Марк Фурій Камілл.
У 393 році до н. е. Потіта було обрано консулом разом з Публієм Корнелієм Малугіненом Коссом. Втім вибори були скасовані внаслідок поганих ворожінь-ауспіцій. У 392 році до н. е. Луція Валерія Потіта було вдруге обрано консулом разом з Марком Манлієм Капітоліном. На цій посаді Потіт з успіхом воював з еквами і здобув тріумф. У 391 році до н. е. його знову було обрано інтеррексом для призначення нових консулів.
У 390 році до н. е. брав участь у війнах з армією сенонів на чолі із Бренном, був начальником кінноти при диктаторові Марку Фурії Каміллу. У 387 році до н. е. Луція Валерія Потіта втретє було обрано інтеррексом. 
Після цього про долю Луція Валерія Потіта нічого не відомо.